# کرسول (کارولینای شمالی)
کرسول (به انگلیسی: Creswell) شهری در ایالت کارولینای شمالی کشور ایالات متحده آمریکا است که جمعیت آن در سرشماری سال ۲۰۱۰ میلادی، ۲۷۶ نفر بوده‌است.